# Montague Summers
Alphonsus Joseph-Mary Augustus Montague Summers (Clifton, 10 de abril de 1880 - Richmond, 10 de agosto de 1948) fue un sacerdote y erudito inglés.
Fue el séptimo hijo de un prominente banquero y juez de paz. Creció en Clifton Down, Bristol, siendo criado en la fe anglicana de sus padres. Se formó en el Trinity College de Oxford (1899-1906), donde obtuvo un Bachelor of Arts en 1905, y un Master of Arts en 1906. Posteriormente estudió en el Lichfield Theological College, como candidato a las órdenes sagradas anglicanas, siendo ordenado diácono en 1908. En este tiempo sufrió una acusación de pederastia, de la que fue absuelto.
Summers se convirtió al catolicismo, y el 19 de julio de 1909 fue recibido en el seno de la Iglesia católica. Al año siguiente, el 28 de diciembre de 1910, se le confirió la tonsura clerical. A partir de este momento, los datos sobre su carrera eclesiástica no son claros. Summers vestía la sotana sacerdotal, y se le nombraba con el título de reverendo; pero no se ha encontrado ningún registro de su ordenación.
Gran parte de su fama es debida a su interés en el estudio y denuncia del ocultismo, la brujería y la actividad demoníaca. Summers fue un conocido escritor católico sobre brujería en las décadas de 1920 y 1930.
Si bien escribió obras propias, es conocido por traducir y editar obras de autores clásicos como Francesco Maria Guazzo, Jean Bodin, Nicholas Rémy, Henri Boguet, Reginald Scott, Richard Bovet y Ludovico Sinistrari. Como traductor, su trabajo más importante es la traducción al inglés del Malleus Maleficarum.
Escribió numerosas obras sobre brujería, vampiros y hombres-lobo. También compuso una historia de la novela gótica en dos volúmenes: The Gothic Quest y A Gothic Bibliography.
Summers falleció repentinamente en su hogar de Richmond, el 10 de agosto de 1948. Fue enterrado tres días después, vestido con su hábito sacerdotal.